# Vaux-et-Chantegrue
Vaux-et-Chantegrue är en kommun i departementet Doubs i regionen Bourgogne-Franche-Comté i östra Frankrike. Kommunen ligger i kantonen Mouthe som tillhör arrondissementet Pontarlier. År 2022 hade Vaux-et-Chantegrue 663 invånare.

## Befolkningsutveckling
Antalet invånare i kommunen Vaux-et-Chantegrue
Referens:INSEE